# Tones of Home
«Tones of Home» es un sencillo presente en el álbum homónimo de Blind Melon, editado el 22 de septiembre de 1992 y que alcanzó el puesto 22 del Modern Rock Chart estadounidense. Después del éxito de "No Rain", "Tones of Home" fue lanzado con un vídeo secuela acerca de la chica abeja del vídeo de "No Rain".

## Vídeo musical
El vídeo de "Tones of Home" fue publicado originalmente en septiembre de 1992, y consiste mayormente en escenas en directo de la banda, bien en conciertos o bien en escenas cotidianas, como parques. Fue dirigido por Samuel Bayer, el mismo que dirigió el vídeo de "No Rain" y el de "Smells Like Teen Spirit".
Después del éxito de "No Rain", la banda publicó una segunda versión de vídeo de "Tones of Home" basado en el concepto de la mujer abeja de "No Rain". En el mismo, las escenas en vivo del video original, se intercalan con imágenes de una anciana bailando al son de la música y leyendo una carta, en el porche de una casa en el campo. Cuando el tema finaliza, se ve colgado de un gancho un disfraz de abeja, dando a entender que la protagonista de este nuevo vídeo es la mujer abeja de "No Rain" en su vejez.
El vídeo musical de "Tones of Home" aparece en el recopilatorio en DVD de la banda Letters from a Porcupine.

## Lista de canciones
1. «Tones Of Home» 4:26
2. «Time» (Live) 4:25
3. «Wooh G.O.D.» (Playground version)
4. «Tones Of Home» (Edit)